# Ñāṇavīra Thera
Ñāṇavīra Thera (nascido Harold Edward Musson ; 5 de janeiro de 1920 - 5 de julho de 1965) foi um monge budista Theravāda inglês , ordenado em 1950 no Sri Lanka. Ele é conhecido como o autor de Notes on Dhamma, que mais tarde foram publicados pela Path Press junto com suas cartas em um volume intitulado Clearing the Path.

## Livros
- Notes on Dhamma, Path Press Publications, 2009, ISBN 9789460900013
- Letters to Sister Vajirā, Path Press Publications, 2010, ISBN 9789460900020
- Clearing the Path, Path Press, 1987 (out of print)
- Clearing the Path, Path Press Publications, 2011, ISBN 9789460900044
- Seeking the Path, Path Press Publications, 2011, ISBN 9789460900037
- The Tragic, the Comic, and Personal, BPS, 1987, ISBN 978-955-24-0000-1
- Mindfulness and Awareness, BPS, 1973